# Ebersberg (Haardt)
Der Ebersberg ist ein 342,1 m ü. NHN hoher Berg der Haardt bei Seebach im Landkreis Bad Dürkheim in Rheinland-Pfalz. Auf ihm befindet sich die Aussichtsplattform Zeppelinturm.

## Geographie

### Lage
Der Ebersberg liegt im Nordteil der Haardt, einem langgestreckten Mittelgebirgszug am Ostrand des Mittleren Pfälzerwaldes im Naturpark Pfälzerwald. Der Gipfel des Bergs erhebt sich etwa 1,3 km westsüdwestlich der Dorfkirche des Bad Dürkheimer Ortsteils Seebach. Südlich am bewaldeten Ebersberg vorbei fließt etwa in West-Ost-Richtung der Schwabenbach. Nach Norden und Nordosten fällt die Landschaft, vorbei am Bergsporn Limburgberg (260,5 m ü. NN) mit der Klosterruine Limburg, in das Tal der Isenach ab. Auf der Ostflanke des Bergs liegt die Rudolf-Bart-Siedlung, eine Ortslage von Seebach.
Auf dem Ebersberg liegen Teile des Vogelschutzgebiets Haardtrand.

### Naturräumliche Zuordnung
Der Ebersberg gehört zum Naturraum Pfälzerwald, der in der Systematik des von Emil Meynen und Josef Schmithüsen herausgegebenen Handbuches der naturräumlichen Gliederung Deutschlands und seinen Nachfolgepublikationen als Großregion 3. Ordnung klassifiziert wird. Betrachtet man die Binnengliederung des Naturraums, so gehört der Ebersberg zum Mittleren Pfälzerwald und hier zum Gebirgszug der Haardt, welche den Pfälzerwald zur Oberrheinischen Tiefebene hin abgrenzt.
Zusammenfassend folgt die naturräumliche Zuordnung des Ebersbergs damit folgender Systematik:
1. Großregion 1. Ordnung: Schichtstufenland beiderseits des Oberrheingrabens
2. Großregion 2. Ordnung: Pfälzisch-saarländisches Schichtstufenland
3. Großregion 3. Ordnung: Pfälzerwald
4. Region 4. Ordnung (Haupteinheit): Mittlerer Pfälzerwald
5. Region 5. Ordnung: Haardt

## Grabhügelfeld
Auf der Nordost- und Ostflanke des Ebersbergs liegt ein keltisches Grabhügelfeld aus der Frühlatènezeit (480–380 v. Chr.). Die rund 60 Gräber datieren bis ins Jahr 450 v. Chr.

## Zeppelinturm
Auf dem Ebersberggipfel befindet sich der etwa 5 m hohe Zeppelinturm, eine auch Schneckenudel genannte Aussichtsplattform. Von dort fällt der Blick in die Oberrheinische Tiefebene, unter anderem mit Bad Dürkheim und dem Speyerer Dom, und auf angrenzende Berge des Pfälzerwaldes.

## Wandern
Über den Ebersberg verläuft unter anderem der 8,1 km lange Rundwanderweg Türme und Klöster, der in Bad Dürkheim beginnt und an der Klosterkirche Seebach und dem Flaggenturm vorbei auf die Gipfelregion mit dem Zeppelinturm führt.